# Minho
Choi Min-ho (født 9. december 1991) er en sydkoreansk sanger, rapper og skuespiller.
Han har haft roller i flere sydkoreanske serier som To the Beautiful You (2012), Medical Top Team (2013), Because It's The First Time (2015) og Hwarang: The Poet Warrior Youth (2016). Derudover er han også medlem af gruppen Shinee.